# 271216 Boblambert
271216 Boblambert è un asteroide della fascia principale. Scoperto nel 2003, presenta un'orbita caratterizzata da un semiasse maggiore pari a 2,9292068 au e da un'eccentricità di 0,1394667, inclinata di 5,20956° rispetto all'eclittica.